# Andinotrichoderes pellitus
Andinotrichoderes pellitus là một loài bọ cánh cứng trong họ Cerambycidae.